# Bembidiini
Bembidiini (лат.) — триба жужелиц из подсемейства Trechinae.

## Описание
Представители трибы отличаются от близких групп укороченным или шиловидным вершинным члеником верхнечелюстных щупиков. Дорсальная поверхность передних голеней до вершины прямолинейная. Надкрылья без возвратной бороздки. Обитают преимущественно в увлажненных биотопах: по берегам рек и озёр.

## Систематика
- триба: Bembidiini Stephens, 1827

- подтриба: Anillina Jeannel, 1937

- род: Anillinus Casey, 1918
- род: Anillodes Jeannel, 1963
- род: Anillopsidius Coiffait, 1969
- род: Anillopsis Jeannel, 1937
- род: Anillotarsus Mateu, 1980
- род: Anillus Jacquelin du Val, 1851
- род: Aphaenotyphlus Espanol et Colas, 1985
- род: Argiloborus Jeannel, 1937
- род: Austranillus Giachino, 2005
- род: Bafutyphlus Bruneau de Mire, 1986
- род: Bhutanillus M.E.Schmid, 1975
- род: Binaghites Jeannel, 1937
- род: Caecoparvus Jeannel, 1937
- род: Carayonites Bruneau de Mire, 1986
- род: Corcyranillus Jeannel, 1937
- род: Cryptocharidius M.Etonti & Mateu, 1992
- род: Cryptorites Jeannel, 1950
- род: Dicropterus Ehlers, 1883
- род: Elgonotyphlus Sciaky & Zaballos, 1993
- род: Geocharidius Jeannel, 1963
- род: Geocharis Ehlers, 1883
- род: Honduranillus Zaballos, 1997
- род: Hygranillus Moore, 1980
- род: Hypotyphlus Jeannel, 1937
- род: Iberanillus Espanol, 1971
- род: Illaphanus Macleay, 1865
- род: Leleupanillus Basilewsky, 1976
- род: Lovricia Pretner, 1979
- род: Mexanillus Vigna Taglianti, 1973
- род: Microdipnites Jeannel, 1957
- род: Microdipnodes Basilewsky, 1960
- род: Microdipnus Jeannel, 1937
- род: Microtyphlus Linder, 1863
- род: Mystroceridius Reichardt, 1972
- род: Neolovricia Lakota, Jalzic & Moravec, 2009
- род: Neotyphlus Zaballos & Mateu, 1997
- род: Nesamblyops Jeannel, 1937
- род: Nothanillus Jeannel, 1962
- род: Paranillopsis Cicchino & Roig-Junient, 2001
- род: Paranillus Jeannel, 1949
- род: Parvocaecus Coiffait, 1956
- род: Pelocharis Jeannel, 1960
- род: Pelodiaetodes Moore, 1980
- род: Pelodiaetus Jeannel, 1937
- род: Pelonomites Jeannel, 1963
- род: Perucharidius Mateu & M.Etonti, 2002
- род: Prioniomus Jeannel, 1937
- род: Pseudanillus Bedel, 1896
- род: Rhegmatobius Jeannel, 1937
- род: Scotodipnus Schaum, 1860
- род: Serranillus Barr, 1996
- род: Speleotyphlus Jeanne, 1973
- род: Stylulus Schaufuss, 1882
- род: Tasmanillus Giachino, 2005
- род: Turkanillus Coiffait, 1956
- род: Typhlocharis Dieck, 1869
- род: Typhlonesiotes Jeannel, 1937
- род: Winklerites Jeannel, 1937
- род: Zeanillus Jeannel, 1937
- род: Zoianillus Sciaky, 1994

- подтриба: Bembidiina Stephens, 1827

- род: Amerizus Chaudoir, 1868
- род: Apteromimus Wollaston, 1877
- род: Asaphidion Gozis, 1886
- род: Atelidium Sharp, 1903
- род: Bembidarenas Erwin, 1972
- род: Bembidion Latreille, 1802
- род: Caecidium Ueno, 1971
- род: Cillenus Samouelle, 1819
- род: Endosomatium Wollaston, 1877
- род: Gnatholymnaeum Sharp, 1903
- род: Hypsipezum Alluaud, 1917
- род: Metrocidium Sharp, 1903
- род: Nesocidium Sharp, 1903
- род: Nesolymnaeum Sharp, 1903
- род: Nesomicrops Sharp, 1903
- род: Ocys Stephens, 1828
- род: Orzolina Machado, 1987
- род: Phrypeus Casey, 1924
- род: Pseudophilochthus Wollaston, 1877
- род: Sakagutia Ueno, 1954
- род: Sinechostictus Motschulsky, 1864
- род: Zecillenus Lindroth, 1980

- подтриба: Horologionina Jeannel, 1949

- род: Horologion Valentine, 1932

- подтриба: Tachyina Motschulsky, 1862

- род: Afrotachys Basilewsky, 1958
- род: Anomotachys Jeannel, 1946
- род: Argentinatachoides Sallenave, Erwin & Roig-Junient, 2008
- род: Costitachys Erwin, 1974
- род: Elaphropus Motschulsky, 1839
- род: Helenaea Schatzmayr et Koch, 1934
- род: Kiwitachys Larochelle & Lariviere, 2007
- род: Liotachys Bates, 1871
- род: Lymnastis Motschulsky, 1862
- род: Meotachys Erwin, 1974
- род: Micratopus Casey, 1914
- род: Pericompsus LeConte, 1852
- род: Porotachys Netolitzky, 1914
- род: Straneoites Basilewsky, 1947
- род: Tachys Dejean, 1821
- род: Tachysbembix Erwin 2004
- род: Tachyta Kirby, 1837

- подтриба: Xystosomina

- род: Erwiniana Paulsen & Smith, 2003
- род: Geballusa Erwin, 1994
- род: Gouleta Erwin, 1994
- род: Inpa Erwin, 1978
- род: Mioptachys Bates, 1882
- род: Moirainpa Erwin, 1984
- род: Philipis Erwin, 1994
- род: Xystosomus Schaum, 1859